# Balbala

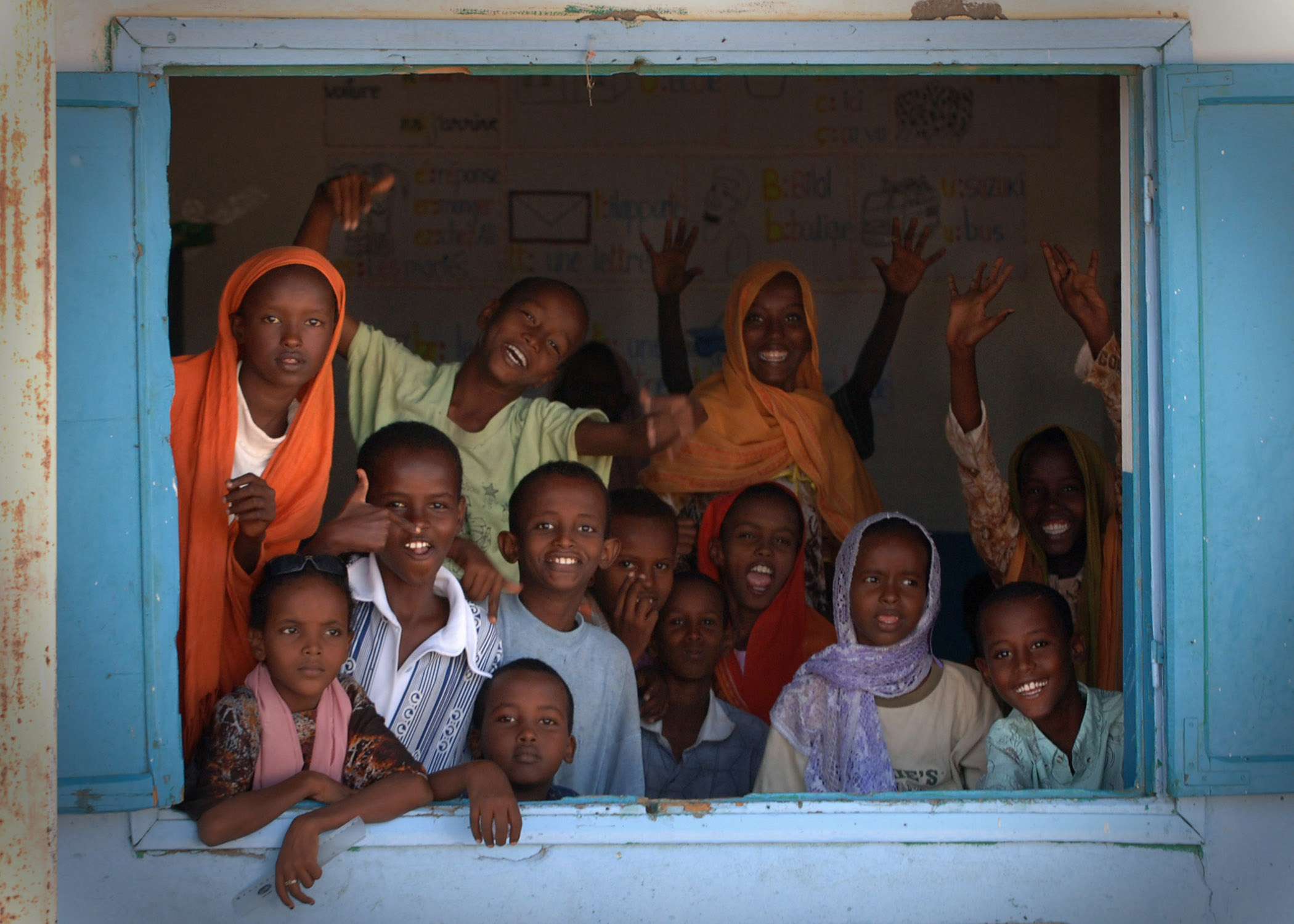
Kinder in einer Schule in Balbala

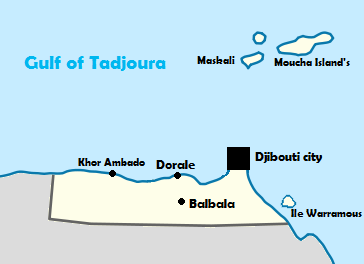
Hauptstadtgebiet mit Balbala

Balbala (arabisch بلبالا) ist ein südlicher Vorort von Dschibuti. Der Name soll vom „Blinken“ (auf Somali bal-bal) des nahegelegenen Leuchtturms abgeleitet sein.
Nach Unruhen 1966 wurde ein Checkpoint vor der Hauptstadt der damaligen französischen Kolonie errichtet, um „subversive Elemente“ am Zugang zur Stadt zu hindern. Diesem Checkpoint vorgelagert entwickelte sich eine Ansiedlung von Zuwanderern aus anderen Landesteilen und aus Nachbarländern, ein informeller Viehmarkt und eine Karawanenstation. Polizeirazzien in der Stadt und die darauffolgenden Deportationen unerwünschter Neuankömmlinge trugen weiter zum Anwachsen Balbalas bei, das zum großen Slum wurde.
Nach der Unabhängigkeit Dschibutis 1977 wurde der Checkpoint aufgehoben, Balbala formal in ein Wohngebiet umgewandelt und in die Stadtentwicklung von Dschibuti integriert. Seit 1987 ist es offiziell Teil der Stadt. In diesem ersten Jahrzehnt nach der Unabhängigkeit hatte sich die Einwohnerzahl von Balbala noch einmal verdreifacht.
Heute (2000) verfügt Balbala über vier Primarschulen, die modernste Sekundarschule des Landes und das zweitgrößte Krankenhaus, und sein Ruf hat sich gebessert. Die Einwohnerzahl wird auf 80.000 geschätzt.
Balbala ist auch der Titel eines Romans von Abdourahman Waberi.